# ست النعم بنت عبد الرحمن الحرانية
هي الشَّيْخَةُ الصَّالِحَةُ الْمُعَمَّرَةُ، سِتِّ النِّعَم بنت عبد الرحمن بن علي بن عَبدُوس الْحَرَّانِيَّةُ، والدة الشيخ تقي الدين ابن تيمية، ولدت سنة 625هـ، وعمرها حين ولدت ابن تيمية (36 سنة)، وتوفيت سنة 716هـ وعمر ابنها حينئذ (55 سنة)، وقد عُمِّرت فوق التسعين سنة، وكانت من الصالحات، ولدت تِسْعَة بَنِينَ، وَلم ترزق بِنْتًا قط، وَكَانَت صَالِحَة خيرة. توفيت يوم الأربعاء العشرين من شوال، ودفنت بالصوفية، وحضر جنازتها خلق كثير، وجم غفير، رحمها الله.
ولستِّ النِّعم قصتان مع ابنها أحمد:
- الأولى: في القرع المر،
- والأخرى: رسالته إليها وهو في سجنه بمصر.

أما القرع المر، فيقول في ذلك الصفدي: حُكيَ لي عنه أن والدته طبخت يوما قرعية، ولم تذقها أولا، فكانت مُرَّة، فلما ذاقتها تركتها على حالها، فطلع إليها، وقال: هل عندك ما آكل؟ قالت: لا، إلا أنني طبخت قرعا كان مرا، فقال: أين هو؟ فأرته المكان الذي فيه تلك القرعية، فأحضرها، وقعد، وأكلها إلى أن شبع، وما أنكر شيئا منها.
- أما رسالته إلى أمه، فهي في الاعتذار عن تأخره عنها بمصر، وهذا نصها:

من أحمد بن تيمية إلى الوالدة السعيدة أقر الله عينيها بنعمه، وأسبغ عليها جزيل كرمه، وجعلها من خيار إمائه وخدمه، سلام الله عليكم ورحمة الله وبركاته.
فإنا نحمد إليكم الله الذي لا إله إلا هو، وهو للحمد أهل، وهو على كل شيء قدير، ونسأله أن يصلي على خاتم النبيين وإمام المتقين محمد عبده ورسوله، صلى الله عليه وعلى آله وسلم تسليما.
كتابي إليكم عن نعم من الله عظيمة، ومنن كريمة، وآلاء جسيمة، نشكر الله عليها، ونسأله المزيد من فضله. ونعم الله كلما جاءت في نمو وازدياد، وأياديه جلت عن التعداد. وتعلمون أن مقامنا الساعة في هذه البلاد إنما هو لأمور ضرورية، متى أهملناها فسد علينا أمر الدين والدنيا. ولسنا والله مختارين للبعد عنكم، ولو حملتنا الطيور لسرنا إليكم، ولكن الغائب عذره معه، وأنتم لو اطلعتم على باطن الأمور، فإنكم - ولله الحمد - ما تختارون الساعة إلا ذلك، ولم نعزم على المقام والاستيطان شهرا واحدا، بل كل يوم نستخير الله لنا ولكم، وادعوا لنا بالخيرة،فنسأل الله العظيم أن يخير لنا ولكم وللمسلمين ما فيه الخيرة في خير وعافية. ومع هذا فقد فتح الله من أبواب الخير والرحمة والهداية والبركة ما لم يكن يخطر بالبال، ولا يدور في الخيال، ونحن في كل وقت مهمومون بالسفر، مستخيرون الله سبحانه وتعالى. فلا يظن الظان أنا نؤثر على قربكم شيئا من أمور الدنيا قط. بل ولا نؤثر من أمور الدين ما يكون قربكم أرجح منه. ولكن ثَم أمور كبار نخاف الضرر الخاص والعام من إهمالها. والشاهد يرى ما لا يرى الغائب. والمطلوب كثرة الدعاء بالخيرة؛ فإن الله يعلم ولا نعلم، ويقدر ولا نقدر، وهو علام الغيوب. وقد قال النبي صلى الله عليه وسلم: «من سعادة ابن آدم استخارته الله ورضاه بما يقسم الله له ومن شقاوة ابن آدم: ترك استخارته الله وسخطه بما يقسم الله له»
والتاجر يكون مسافرا، فيخاف ضياع بعض ماله، فيحتاج أن يقيم حتى يستوفيه، وما نحن فيه أمر يجل عن الوصف، ولا حول ولا قوة إلا بالله، والسلام عليكم ورحمة الله وبركاته كثيرا كثيرا، وعلى سائر من في البيت من الكبار والصغار، وسائر الجيران والأهل والأصحاب واحدا واحدا، والحمد لله رب العالمين. وصلى الله على محمد وآله وصحبه وسلم تسليما.